# Malvina insulae
Malvina insulae är en stekelart som beskrevs av John W. Early 1980. Malvina insulae ingår i släktet Malvina och familjen hyllhornsteklar. Inga underarter finns listade i Catalogue of Life.